# Carlos el Calvo
Carlos II de Francia (en francés: Charles II), llamado el Calvo («le Chauve») (Fráncfort del Meno, 13 de junio de 823-Monte Cenis (Avrieux), 6 de octubre de 877), fue un rey franco de la dinastía carolingia, uno de los hijos de Luis el Piadoso —y nieto de Carlomagno— que compartieron el Imperio carolingio en 843. Rey de Aquitania ya en vida de su padre, fue rey de la Francia Occidental de 843 a 877 y más adelante emperador de Occidente en 875.
Nada más morir su padre empezaron de inmediato las guerras entre los hermanos a fin de repartirse el vasto imperio fundado por Carlomagno. Luis el Germánico, hijo del primer matrimonio de Luis con Ermengarda de Hesbaye, se alió con Carlos el Calvo contra el primogénito Lotario I en la batalla de Fontenoy-en-Puisaye (841), en la que Lotario fue vencido. Los Juramentos de Estrasburgo, primer testimonio escrito en una lengua romance, recogieron esa alianza en protofrancés y proto alto alemán. El tratado de Verdún en 843 fue concebido como una solución transitoria al enfrentamiento fraternal, aunque poco después sus estipulaciones fueron cambiando por el encadenamiento de los hechos. El imperio quedó dividido definitivamente —origen de la fragmentación política de Europa que perdura hasta hoy— y solo se reunificará fugazmente. En 869, tras la muerte de Lotario II, hijo de Lotario I, la Lotaringia se repartió entre Francia y Germania. En 875 murió Luis II el Joven, también hijo de Lotario I, y Carlos el Calvo fue nombrado emperador, reunificando el Imperio de su padre aunque no fuera más que durante un breve tiempo.
Carlos era un príncipe de la educación y las letras, amigo de la Iglesia y consciente del apoyo que podía encontrar en el episcopado contra sus nobles rebeldes; elegía a sus consejeros entre el alto clero, como en el caso de Guenelon de Sens, que lo traicionó, y de Hincmaro de Reims. Poco antes de morir el 16 de junio de 877, firmó la capitular de Quierzy, con la que quería regular la buena gestión del imperio en caso de fallecimiento de los nobles, estableciendo formalmente la heredabilidad de los principados y de los cargos condales, lo que dio paso al nacimiento del feudalismo.
En su reinado, Carlos el Calvo hubo de enfrentarse en su territorio a las invasiones Vikingas entre 856 y 861.
Fue sucedido por su hijo, Luis el Tartamudo.

## Biografía

### Apodo
Carlos debe su apodo de «el Calvo» a la siguiente circunstancia: desde 867, era abad laico de Saint-Denis. El 5 de mayo de 877, el día de la consagración por el papa Juan VIII de la colegiata de Sainte-Marie, la futura abadía de Saint-Corneille de Compiègne, se habría rapado la cabeza en señal de sumisión a la Iglesia a pesar de la costumbre franca que requería que un rey tuviese el pelo largo. Llevaba largos bigotes y caídos. La abadía había sido fundada por Carlos un año antes.

### Orígenes e infancia
Hijo del emperador Luis I el Piadoso (también llamado Ludovico Pío) y de su segunda esposa Judit de Baviera, Carlos nació en Frankfurt el 13 de junio de 823 u 820 según afirma Guy Breton  cuando sus hermanos mayores ya eran adultos y su padre les había asignado su propio regna , o subreinos. Fue confiado, a la edad de siete años, a un preceptor de renombre, Walafrido Strabo (c. 808/809-849), entonces monje del monastère de Reichenau, en Alamania, espíritu cultivado apegado al mito imperial, poeta, autor de un glosa que contiene comentarios de la Biblia, en la que se han basado durante siglos las interpretaciones del libro sagrado. Durante nueve años, Strabo aseguró la educación del joven príncipe, convencido del gran destino que le esperaba a su pupilo.

### Honores y nombramientos durante el reinado de Luis el Piadoso

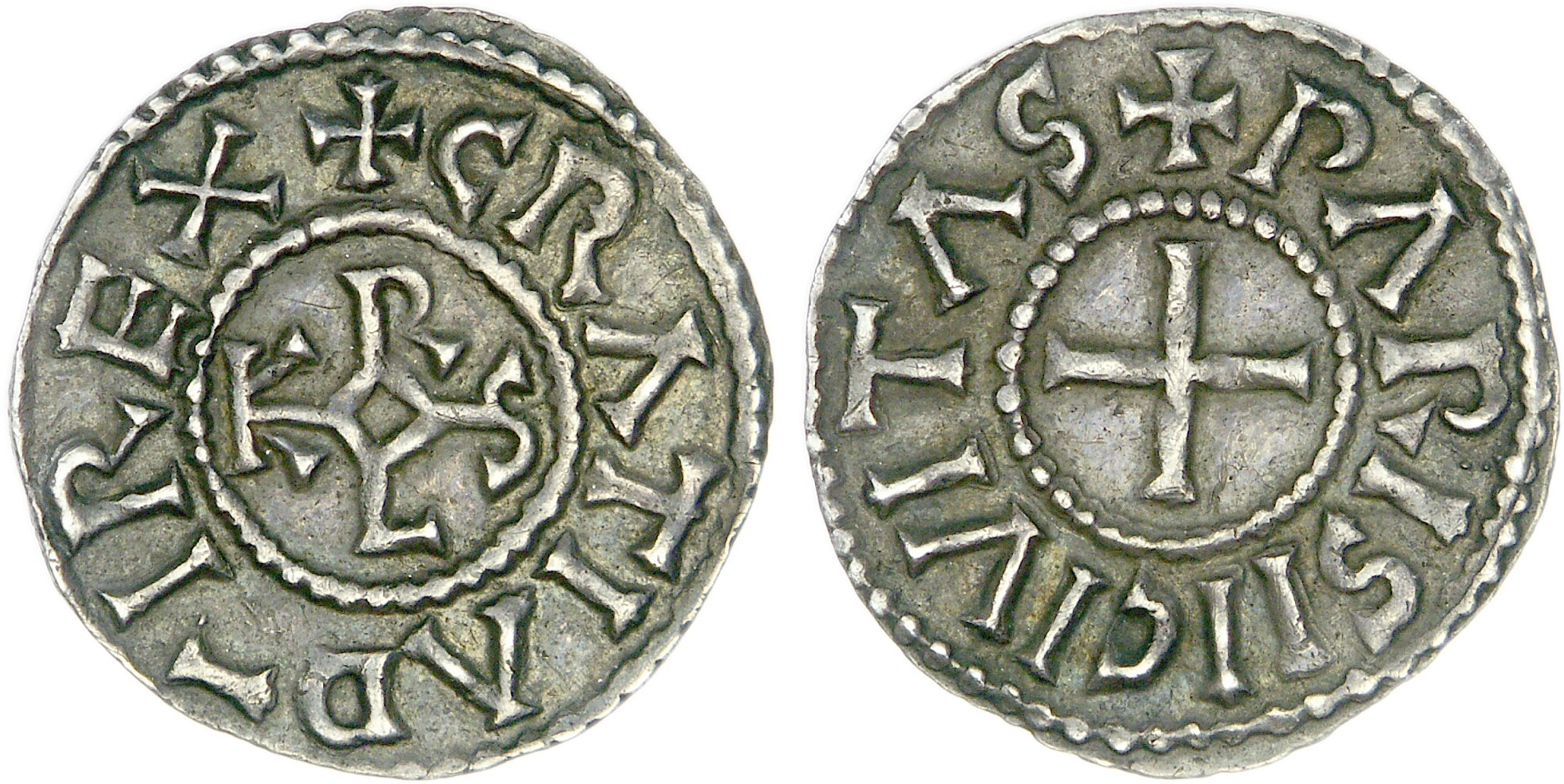
Denario de Carlos II el Calvo acuñado en París

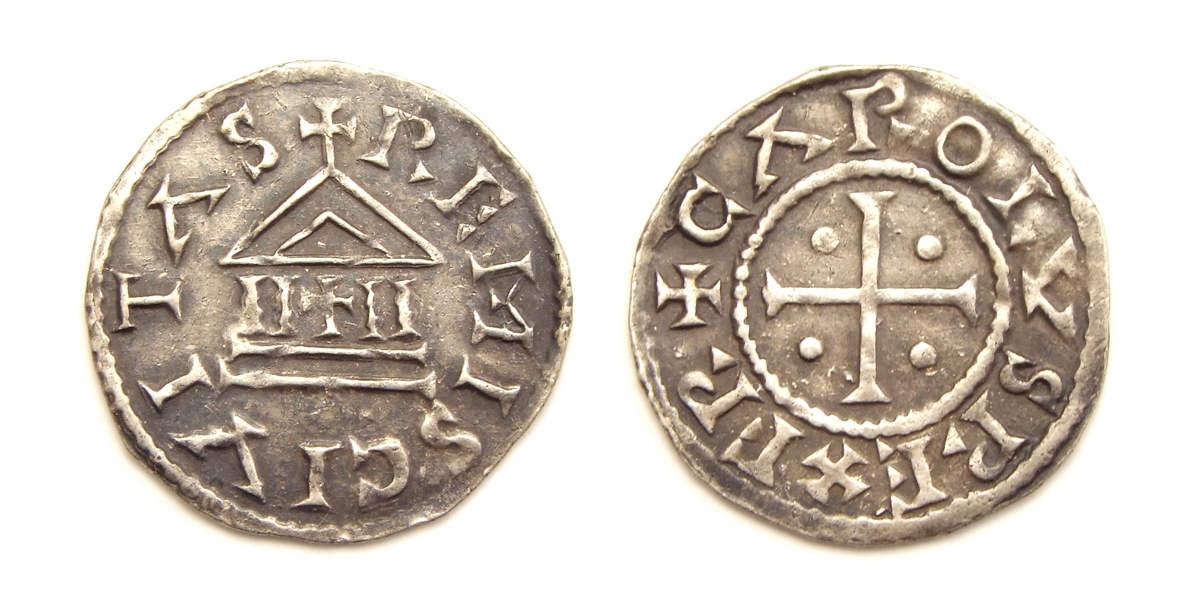
Denario (tipo Temple y cruz) de Carlos el Calvo, acuñado en Reims entre 840 y 864 (anterior al Edicto de Pistres)

Luis el Piadoso se ocupó desde muy niño de asignar a Carlos un subreino. A partir de agosto de 829 en Worms, su padre lo nombró duque de Alamania, incluyendo Rhaetia, Alsacia y parte de Borgoña, cuando tenía seis años.
En septiembre de 832, a la edad de nueve años, lo nombró rey de Aquitania en Limoges, en sustitución de su medio hermano Pipino I de Aquitania; este último, habiendo ayudado a su padre en la rebelión contra sus hijos, recuperó su trono el 15 de marzo de 834 en Quierzy.
En 837, en una dieta en Aix-la-Chapelle (Aquisgrán), su padre le concedió los territorios costeros situados entre Frisia y el Sena y pidió a los nobles que rindieran homenaje a Carlos como su heredero.  En 838, obtuvo un territorio asimilado a un reino que incluía Maine y la región entre el Sena y el Loira. Pipino de Aquitania murió en 838, y Carlos finalmente recibió ese reino, lo que enfureció a los herederos de Pipino y a los nobles aquitanos. En 839, el 28 o el 30 de mayo, en la asamblea de Worms, Luis el Piadoso le dio parte de Francia occidental entre el Mosa y el Sena, el oeste y sur de la Borgoña, Provenza, Neustria, la marca de Bretaña, el Reino de Aquitania, Gascuña y Septimania.
Los favores concedidos a Carlos el Calvo, en detrimento de sus medios hermanos, constituyeron la causa de los disturbios que agitarann el final del reinado de su padre, y del descontento que existió entre sus herederos.

### La división del Imperio (840-843)

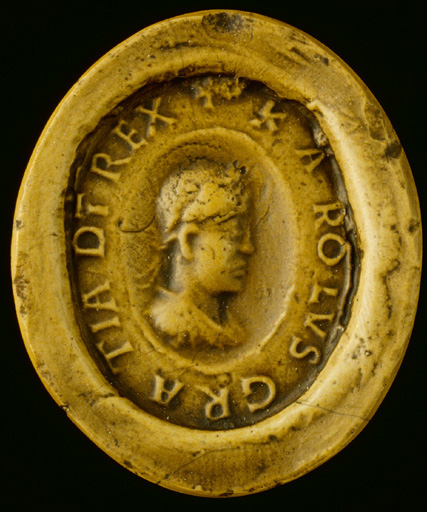
Molde del sello de Carlos II el Calvo, rey de Francia. Archives Nationales.

La muerte del emperador en 840 provocó el estallido de la guerra entre sus hijos inmediatamentes. Carlos se alió con su medio hermano Luis el Germánico, contra Lotario I, su otro medio hermano mayor, que aspiraba a excluirlos de la división del Imperio, así como a Pipino II de Aquitania, hijo de Pipino I de Aquitania, que había sido desposeído de su reino por Carlos el Calvo. Juntos, Luis y Carlos derrotaron a Lotario en la batalla de Fontenoy-en-Puisaye el 25 de junio de 841. Al año siguiente, el 14 de febrero de 842, los dos hermanos confirmaron su alianza pronunciando recíprocamente los juramentos de Estrasburgo, pronunciados en lengua romance y en lengua tudesca para que fuesen comprendidos por las tropas tanto del oeste como del este de Francia.
Las hostilidades cesaron en 843 y la guerra finalizó con la firma en agosto de 843 del Tratado de Verdún, que dividió el imperio de Carlomagno en tres reinos de tamaño comparable:
- Lotario I recibió la Francia Media, Francia media (más tarde llamada por su nombre, Lotaringia), una franja que comprendía Italia, los valles del Ródano, del Saona, el Mosa, el Anjou y el curso bajo del Rin; conservaba el título de emperador (aunque sin tener autoridad sobre sus hermanos) y tenía bajo su control las dos capitales imperiales, Aquisgrán y Roma;

- Luis el Germánico recibió la Francia Oriental, Francia orientalis o Germania (la futura Alemania), es decir, las zonas al este de la margen derecha del Rin, más la ciudad de Maguncia, en la margen izquierda.

- Carlos el Calvo recibió la Francia Occidental, Francia occidentalis (origen del reino de Francia),[14] o sea, las cuencas del Escalda, del Sena, del Loira y del Garona.

Cinco años después, el 6 de junio de 848 en la catedral de Orleans, Carlos el Calvo, fue elegido y luego aclamado por los grandes del reino, siendo consagrado por el arzobispo de Sens, Wénilon (o Ganelón):

Y, en la ciudad de Orleans, casi todos los los nobles, junto con los obispos y abades, eligen a Carlos como su rey y lo consagran con la unción del santo crisma y con la bendición episcopal.
Et, dans la ville d’Orléans, presque tous les grands, réunis aux évêques et aux abbés, élisent Charles pour leur roi et le consacrent par l’onction du saint chrême et par la bénédiction épiscopale.
Jean de Pange

### Las guerras contra los bretones (843-851)
En 841, Carlos el Calvo recibió el juramento de Nominoë, que había sido nombrado missus de Bretaña durante el reinado de Luis el Piadoso. Además, encomendó a un fiel aquitano, Bego (Bégon) la defensa de la orilla sur del Loira; Bego instaló a pocos kilómetros de Nantes una plaza fuerte (origen de la localidad de Bouguenais), pero pronto fue víctima de las disensiones dentro del campo franco. Carlos emprendió una campaña fallida contra Bretaña, al regreso de la cual firmó el tratado de Coulaines con su nobleza y clero.
A partir de 843, estallaron las hostilidades entre Carlos el Calvo y Nominoë. En 845, durante la batalla de Ballon, Nominoë obtuvo una victoria sobre Carlos el Calvo y en 846 se concluyó un primer tratado: Nominoë se convirtió en soberano de Bretaña. Durante la reanudación de las hostilidades en 849, los bretones llevaron a cabo numerosas incursiones en Francia occidental (Maine, Anjou, Poitou), y se apoderaron de las ciudades de Rennes y Nantes.
El 22 de agosto de 851, Carlos el Calvo fue derrotado por Erispoe, en la batalla de Jengland. Esta derrota le llevó a firmar en el mes de septiembre siguiente el Tratado de Angers por el que cedía a Erispoë los condados de Rennes y de Nantes así como el país de Retz, y le reconocía el título de rey a cambio del homenaje.
Unos años más tarde, bajo el reinado de Salomón, el nuevo rey de Bretaña, Carlos todavía se vio obligado a aceptar una ampliación del reino bretón. El 1 de agosto o el 25 de agosto de 867, por el Tratado de Compiègne, Carlos el Calvo concedió a Salomón la península del Cotentin y el Avranchin.
Aparte de eso, los primeros años de su reinado, hasta la muerte de Lotario I en 855, fueron relativamente pacíficos. Durante esos años, los tres hermanos continuaron el sistema de "gobierno fraterno", reuniéndose repetidamente en Coblenza (848), en Meerssen (851) y en Attigny (854).

### Las incursiones vikingas y la guerra de 858 contra Luis el Germánico

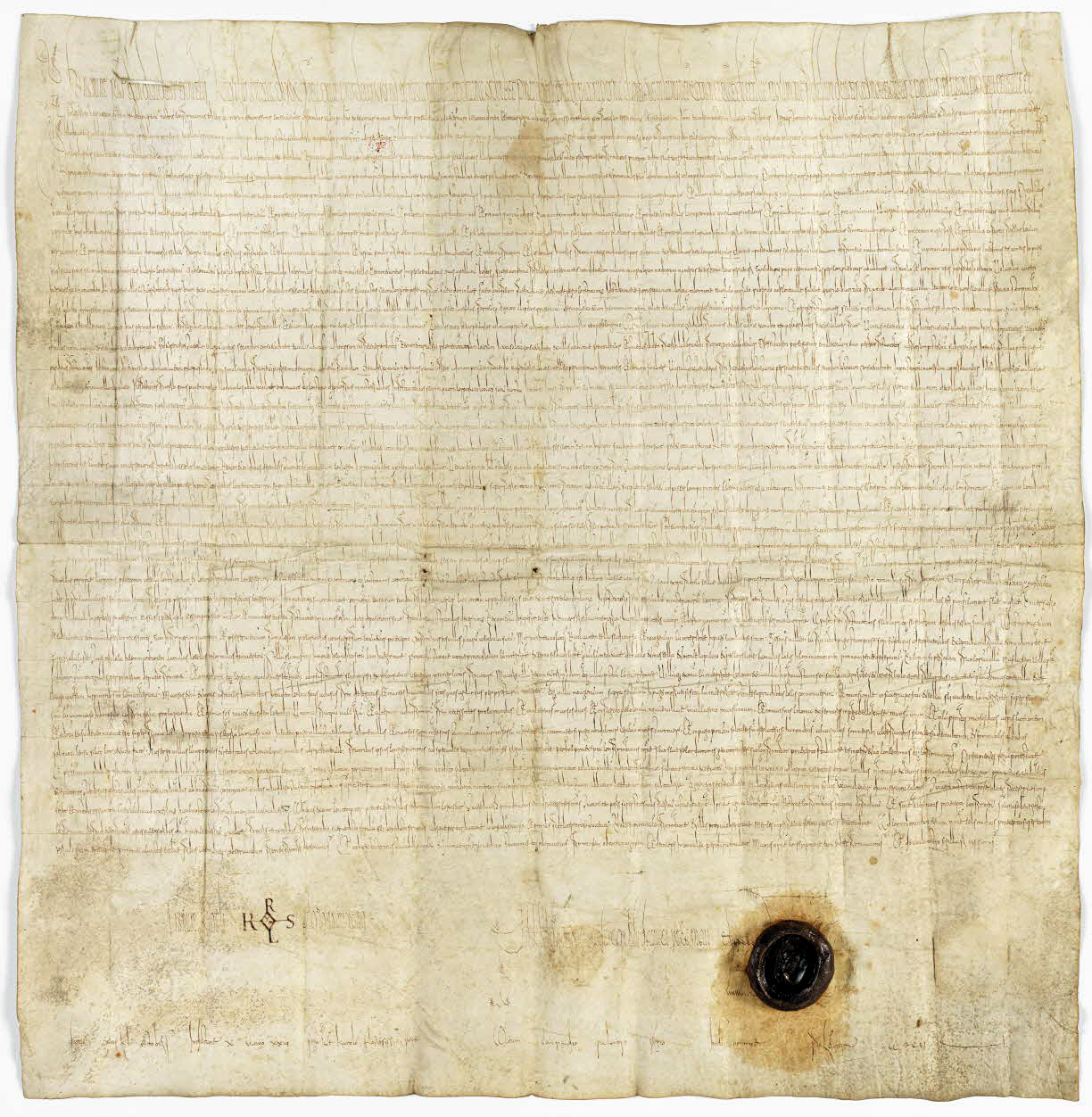
Confirmación por Carlos el Calvo de la división de los bienes de la abadía de Saint-Denis entre el abad y los monjes. Establecido en Compiègne el. Archives Nationales.

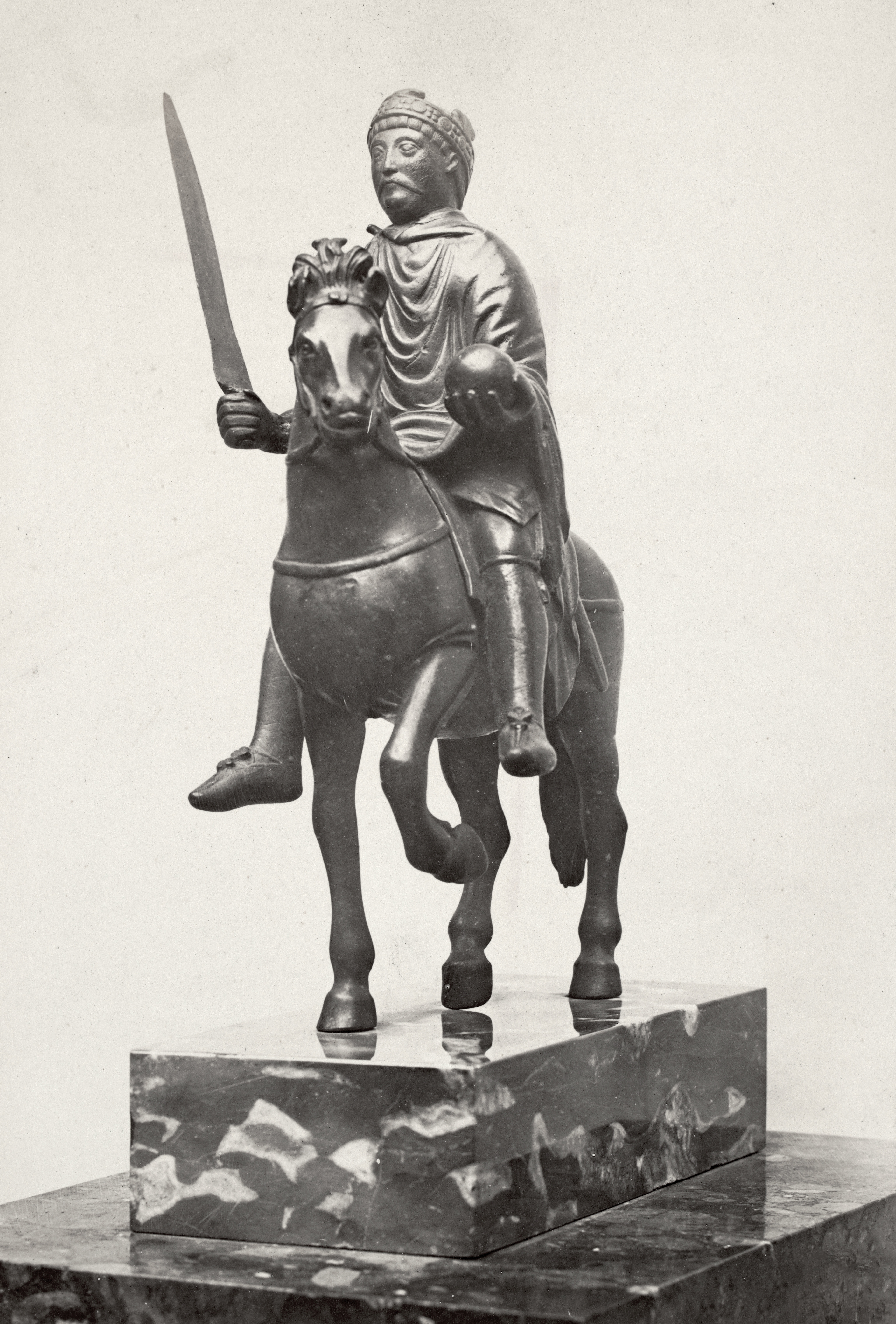
La llamada estatuilla ecuestre de Carlomagno (c. 870), que se cree que posiblemente represente a Carlos el Calvo

Los vikingos intensificaron sus incursiones a partir de la década de 840 en el oeste del reino (saqueo de Nantes en 843 que provocó la muerte de un gran número de habitantes, incluido el obispo San Gohard; primer asedio de París en 845); saqueo de Burdeos en 848), lo que contribuyó a debilitar las posiciones francas frente a los bretones durante ese período.
De 856 a 861, Francia occidental fue rapiñada varias veces por los entonces muy activos vikingos (segundo sitio de París) y tercer sitio de París (ver: cronología de las invasiones vikingas e incursiones vikingas en Francia). Varias veces, el rey Carlos se comprometió a darles grandes sumas para que se retirasen y dejasen de saquear las ricas abadías; los normandos recibían el rescate y regresaban más tarde. Debido a su incapacidad para someter al invasor, los grandes del reino, encabezados por Roberto el Fuerte, se rebelaron contra Carlos y buscaron la ayuda de su hermano Luis el Germánico.
Durante el otoño de 858, mientras Carlos II sitiaba la isla de Oscelle (Oissel) ocupada por los vikingos, Luis el Germánico, invitado por nobles descontentos deseosos de expulsar a Carlos, abandonó Worms e invadió el reino de los francos occidentales. Recibió el homenaje de los aquitanos, de la mayoría de los vasallos de la corona y de una pequeña minoría de prelados bajo la autoridad del arzobispo Wénilon de Sens, quien incluso le dio la unción de la consagración. Carlos era tan impopular que no pudo convocar un ejército y se vio obligado a refugiarse en Borgoña. Sólo se salvó gracias a la fidelidad de los Welf, que estaban emparentados con su madre, Judith, y al apoyo de los obispos, que reaccionaron y se negaron a coronar a Luis encabezados por el arzobispo Hincmaro de Reims. Reunidos en Reims el 25  de noviembre de 858, exigieron la salida de los francos orientales y el regreso de Carlos. Luis cumple y despidió parte de su ejército. Aprovechando la situación, Carlos logró reunir tropas y marchó hacia el norte. Los dos ejércitos se enfrentaron en Jouy, cerca de Soissons; al ver que el ejército de Carlos era más grande que el suyo, Luis se retiró sin presentar combate. En 860, también intentó apoderarse del reino de su sobrino Carlos de Provenza, pero fue rechazado.
Además, Carlos II tuvo que soportar varias guerras contra su sobrino Pipino II de Aquitania para mantener su control sobre Aquitania.
Carlos dirigió varias expediciones contra los invasores vikingos y, por el edicto de Pîtres de 864, hizo que el ejército fuera más móvil proporcionandole un elemento de caballería, el predecesor de la caballería francesa tan famosa durante los siguientes 600 años. Por el mismo edicto, ordenó que se levantaran puentes fortificados en todos los ríos para bloquear las incursiones vikingas. Dos de esos puentes en París salvaron a la ciudad durante su asedio de 885-886. La Monnaie de Paris fue instituida en 864 por ese mismo edicto de Pîtres: hoy es una de las instituciones francesas más antiguas.
Carlosse emprendió acciones diplomáticas con el Emirato de Córdoba, recibiendo camellos del emir Muhammad I rn 865.
A partir de la década de 860, el palacio de Compiègne se convirtió en un centro cada vez más importante para Carlos, quien fundó allí un monasterio en 876.  En el siglo X, Compiègne era conocida como 'Carlopolis' debido a su asociación con Carlos.

### Rey de Lotaringia (869) y luego emperador (875)

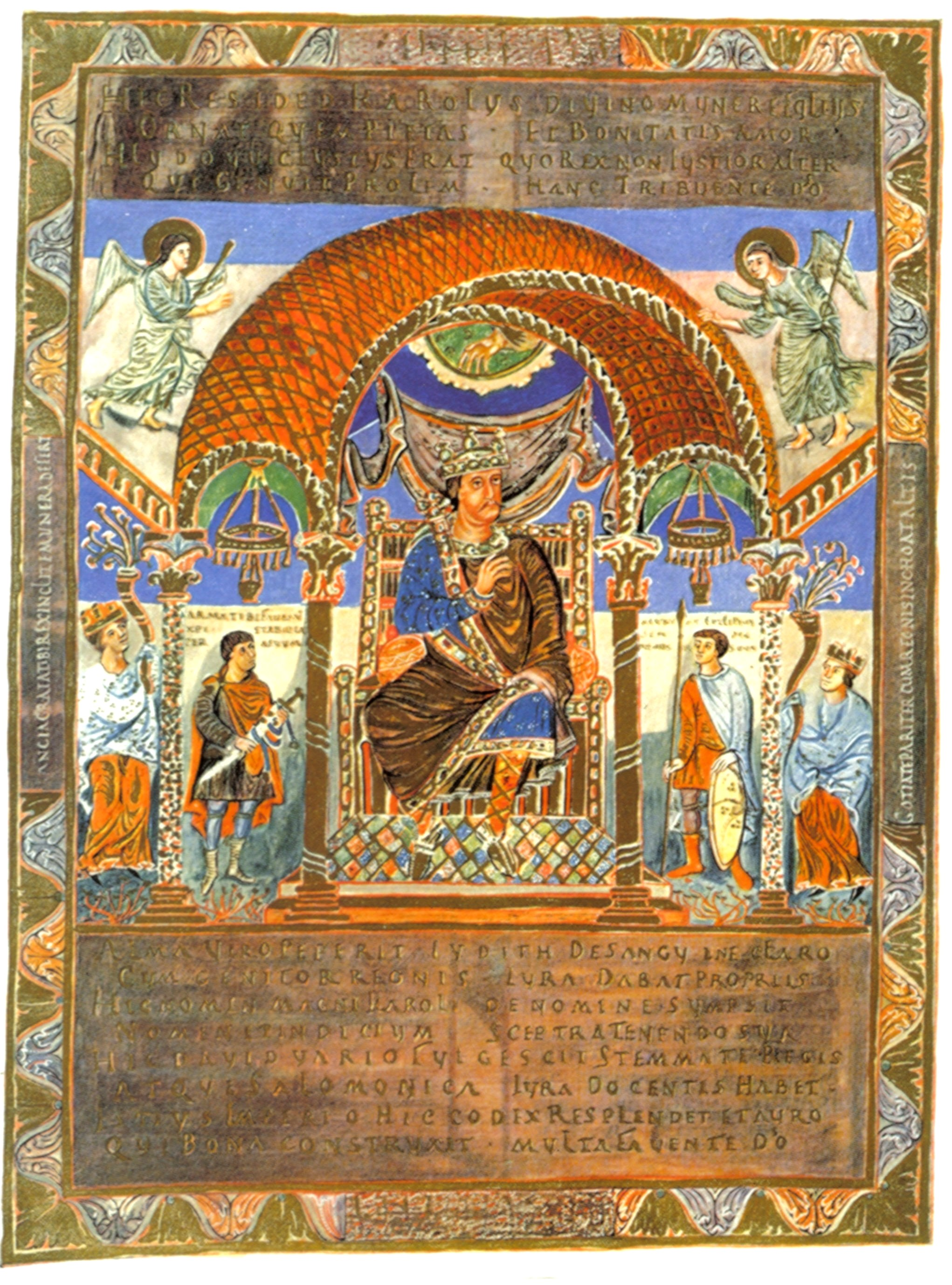
Carlos el Calvo, miniatura pintada hacia el 870nter>

Tras la muerte de su sobrino Lotario II, Carlos fue consagrado rey de Lotaringia el 9 de septiembre de 869 en Metz por el arzobispo Hincmaro de Reims, afirmando el obispo de Metz Advence que todos los obispos y altos laicos de Lotaringia deseaban el ascenso de Carlos. Antes de la coronación, Carlos debió hacer promesas a sus nuevos súbditos.
Pero Luis el Germánico también intervino en Lotaringia: en agosto de 870, en el Tratado de Meerssen, Carlos tuvo que cederle parte del territorio. La frontera entre sus dos reinos seguía entonces el Mosela y desde la ciudad de Thionville hacia la ribera del río Ourthe en Bélgica, que muy probablemente servirá de hito para unir el Mosa con su desembocadura en el mar del Norte. El tratado también concedió a Carlos el Calvo la parte norte del reino de Provenza, el dominio (junto con Italia) del emperador Luis II el Joven, hijo mayor de Lotario I.
En 875, tras la muerte del emperador Luis II (hijo de su medio hermano Lotario), Carlos era el heredero del trono imperial, así como de los reinos de Italia y de Provenza. Apoyado por el Papa Juan VIII, viajó a Italia, recibiendo la corona real en Pavía y la insignia imperial en Roma el 25  de diciembre de 875, exactamente 75 años después de la coronación de Carlomagno, fue coronado emperador por el papa Juan VIII. Como emperador, Carlos combinó los lemas que habían sido usados por su abuelo y su padre en una única fórmula: renovatio imperii Romani et Francorum, renovación del imperio de los romanos y francos. Estas palabras aparecieron en su sello.
Luis el Germánico, también candidato a la sucesión de Luis II, se vengó invadiendo y devastando los dominios de Carlos, y Carlos tuvo que regresar apresuradamente a Francia occidental. Después de la muerte de Luis el Germánico en Frankfurt el 28 de agosto de 876, Carlos, a su vez, aprovechó la oportunidad para invadir la Lotaringia oriental. Pero los hijos de Luis le infligieron una severa derrota el 8 de octubre de 876 en la batalla de Andernach cerca de Coblenza.
Mientras tanto, el papa Juan VIII, amenazado por los sarracenos, instaba a Carlos a acudir en su defensa en Italia. Antes de partir, entre el 14 y el 16 de junio de 877, promulgó el Capitular de Quierzy, considerado como el reconocimiento legal de la herencia del cargo de conde —lo que ya se hacía de facto desde hacía décadas— y de los honores, y por tanto uno de los fundamentos jurídicos del futuro feudalismo. Luego Carlos volvió a cruzar los Alpes, pero esta expedición fue recibida con poco entusiasmo por los nobles, e incluso por su regente en Lombardía, Boso, y se negaron a unirse a su ejército. Al mismo tiempo, Carloman, otro hijo de Luis el Germánico, entró en el norte de Italia. Carlos, enfermo y muy angustiado, emprendió el camino de regreso a la Galia. Atacado por una pleuresía, se refugió en Aussois y murió a causa de esta enfermedad el 6  de octubre de 877, en el pueblo de Brios, el actual Avrieux, mientras cruzaba el paso del Mont-Cenis en Brides-les-Bains. El rumor público acusa rápidamente a Sédécias (Zédéchias), uno de sus médicos judíos, de haberlo envenenado, con la complicidad de su mujer Riquilda.

## Tumba

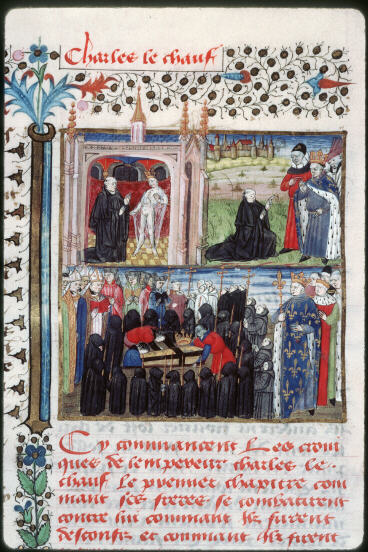
Aparición de Carlos el Calvo y su entierro en Saint-Denis (Francia,)

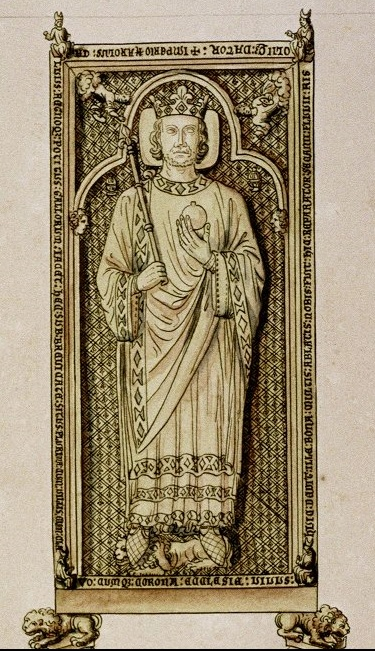
Dibujo de la tumba de Carlos II

Según los Anales de St-Bertin, durante el regreso a París, debido a la descomposición del cuerpo y que los portadores no podían soportar el hedor, debió ser enterrado apresuradamente en la abacíal de Saint-Pierre de Nantua Borgoña. Según la tradición, siete años después de su muerte, Carlos el Calvo se apareció a un monje de Saint-Denis (ya un monje de Saint-Quentin-en-Vermandois). Por petición suya, el monje pidió a su hijo Luis II el Tartamudo que trajera el cuerpo de su padre a Saint-Denis. Finalmente, en 884, sus huesos fueron devueltos a la iglesia abacial de Saint-Denis en una tina de pórfido que puede ser la misma conocida como «tina de Dagoberto I», ahora en el Louvre. Se registró que allí había un latón conmemorativo que se fundió en la Revolución.
En efecto, el emperador y rey Carlos II, habiendo asumido el abaciato de Saint-Denis en 867, expresó el deseo de descansar en la abadía, precisando incluso el lugar de su futura sepultura, detrás del altar de la Trinidad.. La reina Ermentrudis, su esposa, fue también enterrada en Saint-Denis en 869. Un hijo de la pareja imperial, Carlos, murió el mismo año que su padre en 877 y fue enterrado junto a su madre.
Se ignora cómo era esa primera tumba imperial. Tres siglos y medio después, la construcción de una nueva tumba dio inicio a la reorganización bajo Luis IX del nuevo transepto y del coro de la basílica de Saint-Denis como lugar de recuerdo de la realeza. Cuando el abad Eudes Clément (1229-1245) partió para Rouen en 1245, la tumba de Carlos II el Calvo estaba acabada.
Se trataba de una estatua yacente sobre una losa de bronce sostenida por pequeñas columnas. El emperador estaba representado en medio relieve, con la cabeza coronada descansando sobre un cojín y los pies sobre un león. La mano derecha sostenía un cetro con flores de lis, la izquierda una esfera. Dos querubines, colocados en las enjutas del trilobulado que enmarcaba la cabeza del soberano, sostenían incensarios y lanzaderas. Una inscripción en huecograbado formaba el borde de la tumba recordando los beneficios que había otorgado a la abadía. El fondo de la placa estaba íntegramente esmaltado en azul, con flores de lis y red en oro.
Varias placas de esmalte incrustado también decoraban los bordes de las túnicas y el manto. Cuatro leones de bronce, descansando sobre columnas gemelas de piedra muy cortas, sostenían esta mesa. En las cuatro esquinas, los eclesiásticos mitrados servían para llevar velas que se encendían regularmente en honor del emperador, como en Saint-Germain-des-Prés por el rey merovingio Childeberto I.
El monumento estaba en medio del coro de los monjes, frente a la cruz que Carlos II el Calvo había ofrecido a la abadía, alineado con las tumbas de Felipe II Augusto y de Luis VIII ubicadas frente al altar mayor. La tumba del emperador marcaba el límite occidental del espacio funerario.
Después de la jornada del 10 de agosto de 1792, la convención decidió fundir todas las estatuas y monumentos de bronce de la monarquía abolida. Las estatuas de bronce de las tumbas, así como las figuras de metal yacentes, fueron retiradas y fundidas durante los días de profanación de las tumbas de la basílica de Saint-Denis. Sólo los dibujos de François Roger de Gaignières guardan el recuerdo de la misma así como la descripción que hizo Viollet-le-Duc en su Dictionnaire raisonné de L'architecture.
La desaparición de esta tumba, única en su género, dejó un gran vacío en la necrópolis real de Saint-Denis. Eugène Viollet-le-Duc previóé una reconstrucción a mediados del siglo XIX. Dejó dibujos pero ese proyecto nunca se realizó.

## Nacimiento del feudalismo
Continuando la labor legislativa y organizativa de Carlomagno, Carlos II dejó un gran número de capitulaciones, entre ellas el capitular de Quierzy, que fue particularmente importante para el desarrollo político y social del reino.
En 847 promulgó el capitular de Meerssen, que marcó el comienzo del feudalismo. Carlos II invitaba a todo hombre libre a elegir un señor, ya fuese el rey u otro señor:

(latín) Volumus ut unusquisque liber homo in nostro Regno Seniorem, qualem voluerit in nobis & in nostris Senioribus, accipiat.
Queremos que todo hombre libre en nuestro reino reciba como señor al que él mismo haya escogido, ya sea a nosotros mismos o a uno de nuestros fieles.

Siguiendo a Carlomagno, creador de un cuerpo de oficiales encargados de diezmar a los lobos en el imperio (la louveterie), Carlos II creó un cuerpo de oficiales especializados (los «bévari» o «bevarii», oficial de las castor (bièvres) especialmente encargados de cazar castores, muy buscados por sus pieles y desde la Antigüedad por el castóreo que producían (también es probable que los monjes se quejaran de los castores que voluntariamente represaban las zanjas de drenaje que entonces se cavaban en toda Europa para ganar nuevas tierras a los pantanos y bosques inundados); también fue acusado de degradar los cultivos que crecían a la orilla del agua.
Entre el 14 y el 16 de junio de 877, pocas semanas antes de morir, Carlos el Calvo promulgó la Capitular de Quierzy. Esta reconocía la herencia del cargo de conde (lo que ya se hacía de facto) y la herencia de los honores, lo que hacía que fuese ilegal revocar a un conde o negarse a otorgar el título de conde al hijo de un conde que acababa de morir como lo había hecho. sido posible hasta entonces (porque Carlomagno había creado originalmente el cargo de conde como funcionarios revocables). Este fue uno de los fundamentos jurídicos importantes del feudalismo.

## Ascendencia
|  |                               |  |  |  |  |  |  |  |  |  |  |  |  |  |  |  |
|  | 16. Carlos Martel             |  |  |  |  |  |  |  |  |  |  |  |  |  |  |  |
|  |                               |  |  |  |  |  |  |  |  |  |  |  |  |  |  |  |
|  |                               |  |  |  |  |  |  |  |  |  |  |  |  |  |  |  |
|  | 8. Pipino el Breve            |  |  |  |  |  |  |  |  |  |  |  |  |  |  |  |
|  |                               |  |  |  |  |  |  |  |  |  |  |  |  |  |  |  |
|  |                               |  |  |  |  |  |  |  |  |  |  |  |  |  |  |  |
|  | 17. Rotrudis                  |  |  |  |  |  |  |  |  |  |  |  |  |  |  |  |
|  |                               |  |  |  |  |  |  |  |  |  |  |  |  |  |  |  |
|  |                               |  |  |  |  |  |  |  |  |  |  |  |  |  |  |  |
|  | 4. Carlomagno                 |  |  |  |  |  |  |  |  |  |  |  |  |  |  |  |
|  |                               |  |  |  |  |  |  |  |  |  |  |  |  |  |  |  |
|  |                               |  |  |  |  |  |  |  |  |  |  |  |  |  |  |  |
|  | 18. Cariberto de Laon         |  |  |  |  |  |  |  |  |  |  |  |  |  |  |  |
|  |                               |  |  |  |  |  |  |  |  |  |  |  |  |  |  |  |
|  |                               |  |  |  |  |  |  |  |  |  |  |  |  |  |  |  |
|  | 9. Bertrada de Laon           |  |  |  |  |  |  |  |  |  |  |  |  |  |  |  |
|  |                               |  |  |  |  |  |  |  |  |  |  |  |  |  |  |  |
|  |                               |  |  |  |  |  |  |  |  |  |  |  |  |  |  |  |
|  | 19. Gisela de Aquitania       |  |  |  |  |  |  |  |  |  |  |  |  |  |  |  |
|  |                               |  |  |  |  |  |  |  |  |  |  |  |  |  |  |  |
|  |                               |  |  |  |  |  |  |  |  |  |  |  |  |  |  |  |
|  | 2. Luis I el Piadoso          |  |  |  |  |  |  |  |  |  |  |  |  |  |  |  |
|  |                               |  |  |  |  |  |  |  |  |  |  |  |  |  |  |  |
|  |                               |  |  |  |  |  |  |  |  |  |  |  |  |  |  |  |
|  | 20. Hado de Vintzgau          |  |  |  |  |  |  |  |  |  |  |  |  |  |  |  |
|  |                               |  |  |  |  |  |  |  |  |  |  |  |  |  |  |  |
|  |                               |  |  |  |  |  |  |  |  |  |  |  |  |  |  |  |
|  | 10. Geroldo de Anglachgau     |  |  |  |  |  |  |  |  |  |  |  |  |  |  |  |
|  |                               |  |  |  |  |  |  |  |  |  |  |  |  |  |  |  |
|  |                               |  |  |  |  |  |  |  |  |  |  |  |  |  |  |  |
|  | 21. Gerniú de Suevi           |  |  |  |  |  |  |  |  |  |  |  |  |  |  |  |
|  |                               |  |  |  |  |  |  |  |  |  |  |  |  |  |  |  |
|  |                               |  |  |  |  |  |  |  |  |  |  |  |  |  |  |  |
|  | 5. Hildegarda de Anglachgau   |  |  |  |  |  |  |  |  |  |  |  |  |  |  |  |
|  |                               |  |  |  |  |  |  |  |  |  |  |  |  |  |  |  |
|  |                               |  |  |  |  |  |  |  |  |  |  |  |  |  |  |  |
|  | 22. Hnabi o Nebe de Alemania  |  |  |  |  |  |  |  |  |  |  |  |  |  |  |  |
|  |                               |  |  |  |  |  |  |  |  |  |  |  |  |  |  |  |
|  |                               |  |  |  |  |  |  |  |  |  |  |  |  |  |  |  |
|  | 11. Emma de Alemania          |  |  |  |  |  |  |  |  |  |  |  |  |  |  |  |
|  |                               |  |  |  |  |  |  |  |  |  |  |  |  |  |  |  |
|  |                               |  |  |  |  |  |  |  |  |  |  |  |  |  |  |  |
|  | 23. Hereswind                 |  |  |  |  |  |  |  |  |  |  |  |  |  |  |  |
|  |                               |  |  |  |  |  |  |  |  |  |  |  |  |  |  |  |
|  |                               |  |  |  |  |  |  |  |  |  |  |  |  |  |  |  |
|  | 1. Carlos II el Calvo         |  |  |  |  |  |  |  |  |  |  |  |  |  |  |  |
|  |                               |  |  |  |  |  |  |  |  |  |  |  |  |  |  |  |
|  |                               |  |  |  |  |  |  |  |  |  |  |  |  |  |  |  |
|  | ?                             |  |  |  |  |  |  |  |  |  |  |  |  |  |  |  |
|  |                               |  |  |  |  |  |  |  |  |  |  |  |  |  |  |  |
|  |                               |  |  |  |  |  |  |  |  |  |  |  |  |  |  |  |
|  | 12. Rothard d'Argengau o Metz |  |  |  |  |  |  |  |  |  |  |  |  |  |  |  |
|  |                               |  |  |  |  |  |  |  |  |  |  |  |  |  |  |  |
|  |                               |  |  |  |  |  |  |  |  |  |  |  |  |  |  |  |
|  | ?                             |  |  |  |  |  |  |  |  |  |  |  |  |  |  |  |
|  |                               |  |  |  |  |  |  |  |  |  |  |  |  |  |  |  |
|  |                               |  |  |  |  |  |  |  |  |  |  |  |  |  |  |  |
|  | 6. Welfo I                    |  |  |  |  |  |  |  |  |  |  |  |  |  |  |  |
|  |                               |  |  |  |  |  |  |  |  |  |  |  |  |  |  |  |
|  |                               |  |  |  |  |  |  |  |  |  |  |  |  |  |  |  |
|  | ?                             |  |  |  |  |  |  |  |  |  |  |  |  |  |  |  |
|  |                               |  |  |  |  |  |  |  |  |  |  |  |  |  |  |  |
|  |                               |  |  |  |  |  |  |  |  |  |  |  |  |  |  |  |
|  | 13. Hermenlindis              |  |  |  |  |  |  |  |  |  |  |  |  |  |  |  |
|  |                               |  |  |  |  |  |  |  |  |  |  |  |  |  |  |  |
|  |                               |  |  |  |  |  |  |  |  |  |  |  |  |  |  |  |
|  | ?                             |  |  |  |  |  |  |  |  |  |  |  |  |  |  |  |
|  |                               |  |  |  |  |  |  |  |  |  |  |  |  |  |  |  |
|  |                               |  |  |  |  |  |  |  |  |  |  |  |  |  |  |  |
|  | 3. Judit de Baviera           |  |  |  |  |  |  |  |  |  |  |  |  |  |  |  |
|  |                               |  |  |  |  |  |  |  |  |  |  |  |  |  |  |  |
|  |                               |  |  |  |  |  |  |  |  |  |  |  |  |  |  |  |
|  | ?                             |  |  |  |  |  |  |  |  |  |  |  |  |  |  |  |
|  |                               |  |  |  |  |  |  |  |  |  |  |  |  |  |  |  |
|  |                               |  |  |  |  |  |  |  |  |  |  |  |  |  |  |  |
|  | 14. Widukind de Sajonia       |  |  |  |  |  |  |  |  |  |  |  |  |  |  |  |
|  |                               |  |  |  |  |  |  |  |  |  |  |  |  |  |  |  |
|  |                               |  |  |  |  |  |  |  |  |  |  |  |  |  |  |  |
|  | ?                             |  |  |  |  |  |  |  |  |  |  |  |  |  |  |  |
|  |                               |  |  |  |  |  |  |  |  |  |  |  |  |  |  |  |
|  |                               |  |  |  |  |  |  |  |  |  |  |  |  |  |  |  |
|  | 7. Eduviges de Sajonia        |  |  |  |  |  |  |  |  |  |  |  |  |  |  |  |
|  |                               |  |  |  |  |  |  |  |  |  |  |  |  |  |  |  |
|  |                               |  |  |  |  |  |  |  |  |  |  |  |  |  |  |  |
|  | ?                             |  |  |  |  |  |  |  |  |  |  |  |  |  |  |  |
|  |                               |  |  |  |  |  |  |  |  |  |  |  |  |  |  |  |
|  |                               |  |  |  |  |  |  |  |  |  |  |  |  |  |  |  |
|  | 15. Geva                      |  |  |  |  |  |  |  |  |  |  |  |  |  |  |  |
|  |                               |  |  |  |  |  |  |  |  |  |  |  |  |  |  |  |
|  |                               |  |  |  |  |  |  |  |  |  |  |  |  |  |  |  |
|  | ?                             |  |  |  |  |  |  |  |  |  |  |  |  |  |  |  |
|  |                               |  |  |  |  |  |  |  |  |  |  |  |  |  |  |  |
|  |                               |  |  |  |  |  |  |  |  |  |  |  |  |  |  |  |

## Matrimonio y descendencia
El 14 de diciembre de 842 en Quierzy, Carlos se casó con Ermentrudis de Orleans, de la familia de los Agilolfinges, con quien tuvo nueve hijos:
- Judith (alrededor de 843-870), que se casó con el rey de Wessex Æthelwulf (fallecido en 858) en 856, luego con su hijo Æthelbald (fallecido en 860), luego con el conde de Flandes Balduino II de Flandes;
- Luis II el Tartamudo (846-879), rey de los francos, que se casó con Ansgarda de Borgoña en 862 y luego con Adelaida de Friul en 878;
- Carlos el Niño (c. 847-866), rey de Aquitania;
- Carloman (alrededor de 847 - alrededor de 877), abad de Saint-Médard de Soissons luego de Echternach;
- Ermentrude, abadesa de la abadía de Hasnon en 877;[49]
- Hildegarde;
- Rotrude;
- Lotario “le Boiteux” (circa 850-866), abad de Saint-Germain d'Auxerre;
- Godehilde de Francia (alrededor de 864-923), que se casó con el conde de Maine Godefroi III (o Gozlin).[50][51]

Carlos luego se casó con Riquilda, de la familia de los Bosonidas, con quien tuvo una hija:
- Rotilde(c. 871 - c. 928), se casó con el conde de Maine Roger.

La pareja también tendría otros hijos que murieron jóvenes, incluidos Pépin y Dreux, posiblemente mellizos, enterrados en la abadía de Saint-Amand.

## En la ficción
- Vikingos (temporadas 3, 4 y 5), Carlos II el Calvo es interpretado por Lothaire Bluteau.

| Títulos reales carolingios                       |                                                             |                                    |
| Predecesor: Pipino I                             | Rey de Aquitania 838-855 en disputa con Pipino II (838-864) | Sucedido por: Carlos III           |
| Predecesor: Ludovico Pío como rey de los francos | Rey de la Francia Occidental 843-877                        | Sucedido por: Luis II el Tartamudo |
| Predecesor: Luis II el Joven                     | Emperador carolingio 875-877                                | Sucesor: Carlos III el Gordo       |
| Predecesor: Luis II el Joven                     | Rey de Italia y Borgñoa 875-877                             | Sucesor: Carlomán de Baviera       |
| Títulos de nobleza                               |                                                             |                                    |
| Predecesor: Pipino I de Aquitania                | Duque de Maine (Dux Cenomannicus) 838-851                   | Sucesor: Roberto el Fuerte         |